# Alectra sessiliflora
Alectra sessiliflora là loài thực vật có hoa thuộc họ Cỏ chổi. Loài này được (Vahl) Kuntze mô tả khoa học đầu tiên năm 1891.

## Hình ảnh

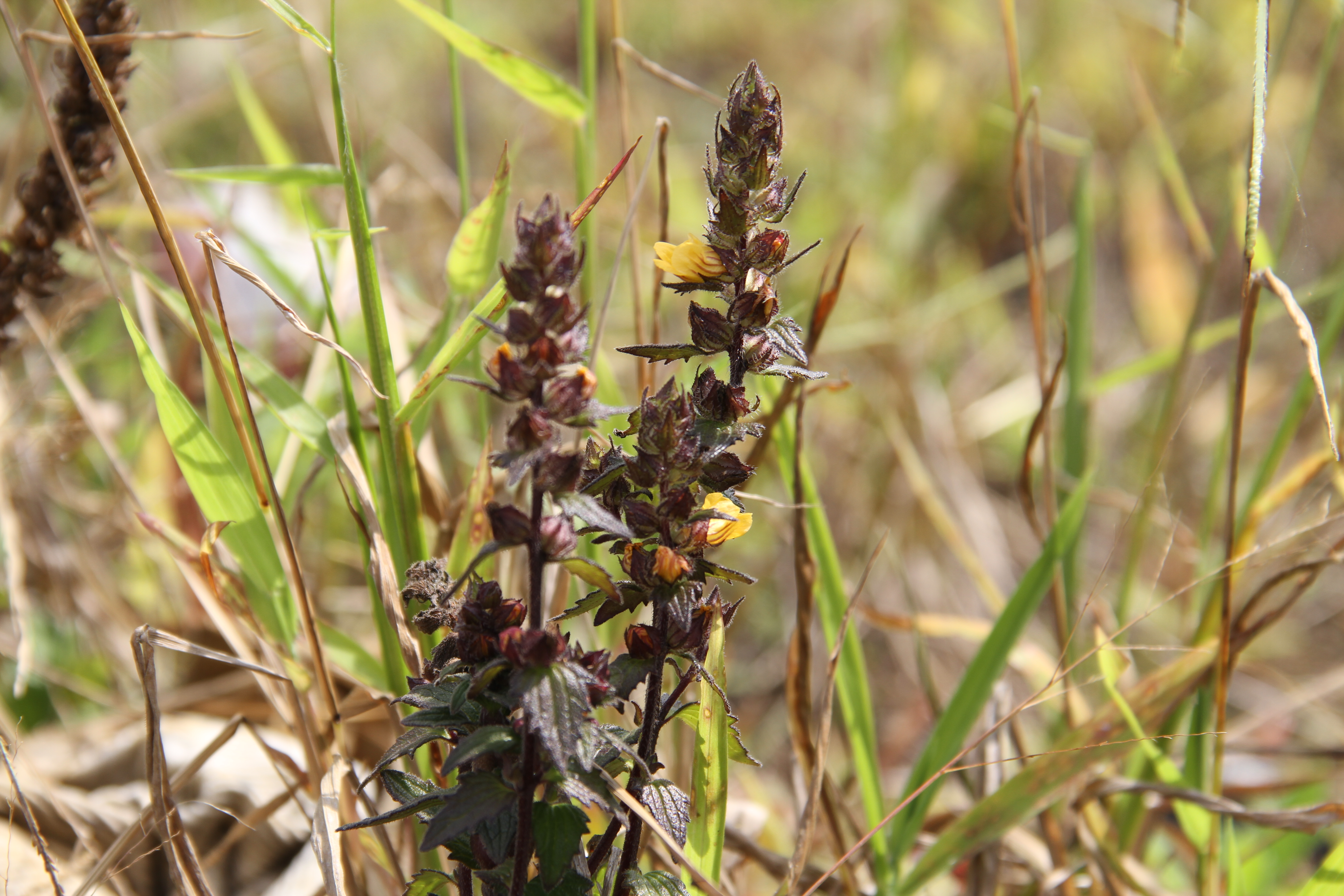